# Isidre Escandell
 (mars 2025).
Si vous disposez d'ouvrages ou d'articles de référence ou si vous connaissez des sites web de qualité traitant du thème abordé ici, merci de compléter l'article en donnant les références utiles à sa vérifiabilité et en les liant à la section « Notes et références ».
Isidre Escandell Úbeda, né à Valence en 1895 et mort à Paterna en 1940, est un journaliste et homme politique espagnol, fusillé par les franquistes après la guerre d'Espagne.

## Biographie
Militant des Jeunesses socialistes d'Espagne, puis président de l'Agrupación Socialista Valenciana du PSOE, il est élu député de la circonscription de Valence en 1923.
En 1931, lorsque la Seconde république espagnole est proclamée, il est nommé vice-président de la Députation de Valence. En 1936, il est réélu aux élections de 1936 qui marquent la victoire du Front populaire.
Durant la guerre d'Espagne, il rejoint Francisco Largo Caballero. Il écrit dans les journaux El Mercantil Valenciano, La Voz de Valencia, El Socialista et il dirige Adelante.
À la fin de la guerre d'Espagne, il est fusillé par les franquistes à Paterna le 28 juin 1940.